# Souroubea stichadenia
Souroubea stichadenia là một loài thực vật có hoa trong họ Marcgraviaceae. Loài này được de Roon miêu tả khoa học đầu tiên năm 1969.